# أوتسونوميا (توتشيغي)
مدينة أوتسونوميا (باليابانية: 宇都宮市 أوتسونوميا-شي) هي مدينة تقع في محافظة توتشيغي، اليابان، وهي عاصمة هذه المحافظة. وهي تبعد حوالي 100 كم إلى الشمال من العاصمة اليابانية طوكيو.
في عام 2010، وصل التعداد السكاني للمدينة إلى 508775 نسمة والكثافة السكانية 1220 نسمة في الكيلومتر مربع، والمساحة الإجمالية 416.84 كم مربع.

## جغرافيا
بينما تدخل مدينة أوميا المجاورة لأوتسونوميا في نطاق منطقة طوكيو الكبرى، إلا أن أوتسونوميا لا تقع ضمن حدود تلك المنطقة، حيث تعتبر أوتسونوميا مدينة نواة.

## المناخ
تتميز اوتسونوميا بمناخ رطب شبه مداري بصيف حار ورطب و شتاء بارد.

## اقتصاد
مدينة أوتسونوميا هي المدينة الأصل لشركة كانون للصناعات البصرية، وشركة تبغ اليابان، ومراكز تصميم شركة هوندا والعديد من الشركات والمصانع الأخرى.

## توأمة
- أورليون،  فرنسا
- تولسا، أوكلاهوما،  الولايات المتحدة

## أعلام
- تيتسو سوجاماتا
- ناويا كوندو
- ايكو ماتسوموتو
- أتسوشي يونياما
- ميتشيهيرو أوزاوا

## وصلات خارجية
- الموقع الرسمي لمدينة أوتسونوميا